# Pierre Ira
Pierre Ira (* 11. September 1943 in Wien; † 1. November 2020 ebenda) war ein österreichisches Model, Modeschöpfer und Fotograf.

## Herkunft und Leben
Pierre Ira wurde im 16. Wiener Gemeindebezirk (Ottakring) geboren und stammte aus gutbürgerlichem Haus. Iras Urgroßvater besaß um 1900 ein Fiaker-Unternehmen. Sein Vater Joseph war französischer Abstammung und ein begabter Geiger, aber auch ein talentierter Boxer. In der Nachkriegszeit engagierte sich Joseph gemeinsam mit amerikanischen Besatzungssoldaten für die Verpflegung von Kindern in Wien. Seine Mutter Maria stammte aus einer kleinadeligen österreichischen Familie. Ira hatte eine ältere Schwester und vier jüngere Halbgeschwister.
Seine Kindheit war zunächst geprägt von der Scheidung der Eltern. Als Ira knapp neun Jahre alt war, starb sein Vater und zehn Jahre später seine Mutter. Danach lebte Ira bei seinen Großeltern, zu denen er eine enge Beziehung aufbaute.
Iras künstlerisches Talent zeigte sich bereits sehr früh. Schon als Kind begann er zu zeichnen. Seine ältere Schwester brachte ihm in seinen frühen Schuljahren das Stricken bei.
Ira absolvierte sein Magisterstudium an der Akademie der bildenden Künste Wien im Fach Grafik sowie ein Studium in der Modeklasse von Gerda Matejka-Felden. Während seiner Studentenzeit war Ira als freiberuflicher Grafiker tätig, bis er das Studium abschloss, ohne jedoch sein Diplom abzuholen, da er die Auffassung vertrat, dass ein Künstler kein Diplom brauche, um Künstler zu sein.

## Laufbahn als Model
In jungen Jahren unternahm Ira zahlreiche Bildungsreisen auf verschiedenen Kontinenten und wurde dabei von einem britischen Model-Scout entdeckt. Als ihm ein Engagement angeboten wurde, lehnte er jedoch zunächst ab, da damals der Beruf des Models eher kritisch gesehen wurde.
Nach Iras Rückkehr nach Wien ging er anschließend nach Großbritannien, wo er zahlreiche, exklusive Modelverträge erhielt. Obwohl ihm eine Filmrolle angeboten wurde, entschied er sich gegen eine schauspielerische Laufbahn.
Seit seiner Jugend war Ira ein leidenschaftlicher Hobby-Boxer, wodurch er schon bald als eines der ersten österreichischen männlichen Models galt, das durch seine markanten Gesichtszüge und einen durchtrainierten Körper international bekannt wurde.
Unter anderem verkörperte er das Image von Versace, Armani, Valentino, Cerruti und Carrera. Auch Unternehmen wie Henkell und Metaxa engagierten ihn, genauso wie das japanische Fotoindustrie-Unternehmen Olympus. Wiener Modeunternehmen wie Licona Fashion, Linnerth Herrenausstatter und Collins Hüte gehörten ebenfalls zu seinen langjährigen Auftraggebern. Darüber hinaus war er eines der bekanntesten Models von Austria Tabak und Mocca Zigarillos – Ira war lange Zeit leidenschaftlicher Raucher. Später hörte er mit dem Rauchen auf und entwarf einen seiner bekanntesten Intarsien-Pullover „La Mort“ („Der Tod“), der das Rauchen zum Thema hatte.
Ira galt als einer der schönsten Männer jener Zeit und stand für Fotografen wie Peter Baumann und Roland Pleterski vor der Kamera. Darüber hinaus wurde Ira von den Fotokünstlern Bernd Enzlmüller, Robert Höbel, Elisabeth Höpler oder der Bildhauerin und Malerin Angela Aschauer fotografiert.

## Tätigkeit als Modeschöpfer
Nach seiner Modelkarriere begann Ira, in seinem Wiener Atelier an Haute-Couture-Kreationen und Prêt-à-porter-Mode zu arbeiten und eröffnete Modeateliers in Wien sowie in Como (Italien). Seine Modeschauen wurden in Cannes, New York, Paris, Rom, Bologna und Wien gezeigt. Ira wurde mehrmals international ausgezeichnet. In jener Zeit verfasste Ira auch Kolumnen, in denen er österreichische Modedesigner präsentierte.
1988 wurde Ira bei einem Autounfall schwer verletzt. Nach mehreren Operationen war er für Monate auf den Rollstuhl angewiesen. Dennoch arbeitete er weiter, entwarf Herrenkollektionen etwa für Christian Dior und präsentierte seinen Intarsien-Pullover „Schlüssel“, entworfen für den damaligen österreichischen Bundeskanzler Wolfgang Schüssel.
Im Jahr 1998 erhielten 14 Top-Designer von der Stratton Foundation in der Schweiz den Auftrag, eine Hommage an Salvador Dalí zu kreieren. Ira entwarf daraufhin in Handarbeit seine handbemalte Seidenrobe „Profil du Temps“ und stieg damit in die oberste Liga der Haute Couture-Schöpfer auf. Seine Kreation ging daraufhin mit anderen Kunstwerken Salvador Dalís auf Welttournee und wurde als Ankündigungsplakat der Tournee präsentiert.
Die Wanderausstellung wurde von einem kleinen Skandal begleitet, als die Robe von Pierre Ira in der deutschen Presse Nicola Trussardi zugeschrieben wurde. Die Dalí-Exposition tourte drei Jahre lang. Heute befindet sich Iras Robe in der Schweizer Stratton Foundation und gilt als Krönung seines Schaffens im Haute Couture-Bereich. 2006 wurde Iras Dalí-Robe nochmals sieben Monate lang in Paris im Musée Espace Dalí in Montmartre ausgestellt. Ira wollte 2020 sein Dalí-Kleid im Rahmen einer gesonderten Ausstellung nach Österreich holen, was wegen der Maßnahmen gegen die Corona-Pandemie nicht verwirklicht werden konnte.
Pierre Iras interpretierte „Profil du Temps“ mit nummerierten Elementen in einem Notizbuch, das in seinem Privatarchiv aufbewahrt wird.
Neben „Profil du Temps“ schuf Ira weitere international präsentierte Haute Couture-Roben wie beispielsweise  „Champs-Élysées“, „Imperial“, „Imagination“ und „Oui“. Für die Malerin Maria Lahr entwarf Ira eine Ballrobe, die sich im Besitz der Künstlerin befindet.
Viele weitere Haute Couture-Entwürfe blieben unausgeführt. Einiges davon ging etwa aufgrund der ständigen Reisen des Künstlers sowie dadurch verloren, dass damals noch keine digitalen Medien verfügbar waren. Mit der Archivierung seiner Entwürfe ging Ira nicht besonders sorgfältig um.
Im Museum Antonio Ratti in Como (Italien) wurde Iras Kleid „Summertime“ ausgestellt, das als Experiment mit Materialien gilt. Aus Kunststoff genäht und mit den für Ira charakteristischen geometrischen Mustern und Linien versehen zeichnet es sich durch Knappheit und Reduktionismus aus. Ira wählte dieses Kleid auch für das Cover der ersten Ausgabe seines Kunst-Bildbandes Je ne regrette rien.
Iras Stil im Bereich Haute Couture zeichnet sich durch Monumentalität und Anknüpfung an Kunst aus. Die Kleider sind meist handbemalt und enthalten Elemente, die in aufwendiger Handarbeit hergestellt wurden. Oftmals integriert Ira externe Konstruktionen in seine Kreationen, wie etwa eine Lampe oder eine Flamme. Charakteristisch für Iras Stil im Bereich Haute Couture sind in erster Linie eine geschlechtsneutrale Individualität, außergewöhnliche Feinheit, Geometrie und Linienklarheit. Farbenvielfalt und unerwartete Farbenkombinationen sind Merkmale von Iras Stil nicht nur in der Haute Couture, sondern auch im Prêt-à-porter-Bereich.
Das Kernstück Iras Prêt-à-porter-Kreationen sind seine Intarsien-Pullover, -Kleider und -Jacken. In den 1980er und 1990er Jahren wurde diese Technik in der Mode- und Textilbranche selten eingesetzt, da sie sehr aufwendig war und nur manuell bzw. mit teuren Geräten bewerkstelligt werden konnte. Bevor Ira sein Atelier eröffnete, hatte er sich daher für ein Jahr zurückgezogen, um die komplizierte Intarsien-Technik an seiner Strickmaschine zu erlernen.
Einen wichtigen Teil innerhalb Iras Prêt-à-porter-Arbeit nahm die Kindermode ein. So entwarf er etwa in den 1990er Jahren die Kinder-Kollektionen „Blue Lion“ und „Heart“. Er kreierte auch Bademode für Damen und Herren sowie Dessous.
In den 1990er Jahren entwarf Ira eine Kollektion von Krawatten mit humorvollen Sujets, in die er zum Teil auch Fragmente der Kinderkollektionen integrierte.
Die bekannteste Accessoires-Kollektion bildet dabei seine weltweit verkaufte Foulard-Serie (I–IV), die er 2000 bis 2001 kreierte und produzierte. Später kooperierte Ira unter anderem mit dem Unternehmen Mantero.
1999 erhielt Ira von den Wiener Philharmonikern den Auftrag, für die Millenniumsausgabe des Philharmonikerballs ein Seidentuch zu entwerfen, das Foulard „Millennium“, in der limitierten Zahl von 2.400 Stück, das beim Philharmoniker-Ball im Jahr 2000 an alle weiblichen Gäste als Damengeschenk überreicht wurde.

## Tätigkeit als Fotograf
In seinen Kunstbildbänden zeigt er vor allem Menschen, die er in seinem Leben traf und die ihn berührten bzw. beeindruckten. Im Rahmen seines fotokünstlerischen Schaffens widmete er sich auch der Aktfotografie, vor allem in Verbindung mit den von ihm entworfenen Accessoires. Viel Aufsehen erregte dabei u. a. sein Nude-Kalender (2010/2011) mit analogen Schwarz-Weiß- und Farbfotografien von der Bildhauerin und Malerin Caroline Schell mit ihren Skulpturen und Gemälden und Iras Freund Martin Helmuth Ruelling.
Thematisch lässt sich der fotografische Nachlass von Ira in die Segmente Mode, Portraits, Städteaufnahmen und Nudes einteilen. Die Besonderheit von Iras Fotografie liegt darin, dass er auf künstliche Belichtung verzichtete und seine Fotos niemals digital bearbeitete. Ira fotografierte immer mit Canon-Kameras und gilt als einer der letzten Fotokünstler, der ausschließlich auf natürliches Licht setzte und analoge Schwarz-Weiß-Portraits zum Mittelpunkt seiner Fotografie machte.
Die letzten 19 Jahre seines Lebens widmete Ira der Arbeit an einem analogen Schwarz-Weiß-Fotobildband und holte dafür zahlreiche Personen vor seine Linse. Die Protagonisten stammen aus unterschiedlichen Ländern und repräsentieren verschiedene soziale Schichten und Berufe. Darüber hinaus wird in besagtem Bildband insbesondere auf Wien, Paris und Rom fokussiert – Orte, die Iras Leben und Kunst am stärksten prägten.
Seine Bücher wurden gemeinsam mit Lesya Ivasyuk, seiner langjährigen Assistentin und Schülerin im Bereich Fotografie und Mode, publiziert. Sie sind in internationalen Kunstmuseen und Bibliotheken zu finden.
Das Werk besteht aus drei modifizierten Editionen (2013, 2016, 2019), wobei immer wieder neue Fotografien inkludiert wurden und gilt als Iras Lebenswerk im Bereich Fotografie, das nach dem Chanson von Édith Piaf Non, je ne regrette rien betitelt wurde.
Iras Buchpräsentationen und Foto-Ausstellungen fanden in Italien, Frankreich und Österreich statt. Seine Fotowerke befinden sich in internationalen Privatsammlungen, unter anderem in der „La Raccolta Massimo Caggiano“ in Rom.[22][23][24]
Sir Peter Ustinov, den Pierre Ira sehr verehrte, widmete ihm eine Zeichnung. Ustinov spielt dabei mit den Worten „ça ira“ aus dem französischen Revolutionslied Ah! Ça ira und dem Namen Ira.
Darüber hinaus entwickelte Ira Designstudien für den Unterricht an Modeakademien in Paris. Iras Mode- und Fotowerke befinden sich heute in verschiedenen Museen und privaten Sammlungen.
Während der letzten Jahre vor seinem Tod lebte er in Paris und Wien und arbeitete überwiegend im Bereich der analogen Schwarzweißfotografie.
Iras letzte kleinere Ausstellungen fanden zwischen 2017 und 2020 in der Wiener Staatsoper, im Italienischen Kulturinstitut, im Eissalon Zanoni & Zanoni und im Austro-Amerikanischen Bildungsinstitut statt.
Pierre Ira starb am 1. November 2020 in Wien.

## Trivia
Pierre Ira hat einen Cameo-Auftritt als Modeschöpfer im Roman The Penthouse von Lesya Ivasyuk.
Er unterstützte das Wiener Spital Barmherzige Brüder mit Spenden und Charity-Aktionen. Bis zu den letzten Tagen seines Lebens war Ira gesellschaftlich aktiv und trat öffentlich gegen die Schließung des Opern-Cafés in der Wiener Oper auf.

## Zitate
- „Was Geschlechter trennt, das verbindet sie auch.“[17]
- „Hohe Mode ist keine Mode, sondern reine Kunst.“[17]
- „Ich hatte es nie vor, das Erlebte in Worte zu fassen. Das Buch mit Portraits tut es statt Worte.“ (Das Buch „Je ne regrette rien“, 2013, 2016, 2019)[17]
- „Bereuen würde heißen, alles Erlebte in Frage zu stellen. Nein, ich bereue nichts.“[17]